# Sony Center
Sony Center — ансамбль зданий на Потсдамской площади в центре германской столицы, один из символов нового Берлина.
Sony Center, состоящий из семи зданий, был построен по проекту архитектора Гельмута Яна в центральном округе Берлина на площади в 26 тысяч кв. м. за четыре года. Развлекательная зона центра открылась уже 20 января 2000 года, а открытие всего комплекса, предназначенного как для работы, так и для жилья и досуга, состоялось 14 июня 2000 года. В июне 2000 года здесь открылся уникальный Музей кино. Sony Center образует по форме треугольник, на вершине которого находится BahnTower высотой 103 метра. Помимо него в состав Sony Center входят ещё три высотных здания. Строительство Sony Center обошлось в 600 млн евро.
Ансамбль из стекла и стали включает в себя овальный форум общественного назначения, не отделённый от прилегающих улиц. Конструкция крыши представляет собой выдающееся инженерное решение. Шатровая крыша закреплена на стальном кольце, лежащем на окружающих зданиях, и призвана символизировать святую для японцев гору Фудзияму. По японским поверьям ками живут в горах, но поскольку в Берлине нет гор, для ками тем самым было создано искусственное пристанище, чтобы компания Sony и в Европе находилась под защитой ками. В одном из семи футуристических сооружений напротив Берлинской филармонии на Кемпельплац находится и центральный европейский офис компании Sony.
Историческое ядро Sony Center образуют сохранившиеся элементы отеля «Эспланада». Так называемый Императорский зал (нем. Kaisersaal), вес которого составляет 1 300 тонн, был передвинут на воздушных подушках на 70 м для того, чтобы расширить Потсдамскую улицу и обеспечить новую транспортную развязку. Зал для завтраков отеля «Эспланада», который охраняется государством как памятник архитектуры, был разобран на 500 частей, а затем был восстановлен вместе с Императорским залом на новом месте в Sony Center и ныне украшает ресторан с историческим названием «Кафе Йости».
Эти непредвиденные работы по сохранению памятников архитектуры обернулись значительными финансовыми издержками. Так, для 20-метрового стеклянного фасада была разработана специальная конструкция канатной сети, накрывшая памятник архитектуры. Над старинным зданием, охраняемым государством, по высоким технологиям был построен мост, который ведёт к новому жилому комплексу класса люкс Esplanade Residence.
В Sony Center на общей площади в 132,5 тысячи кв. м. расположились офисы, жилые помещения, кинотеатр, развлекательный центр и предприятия розничной торговли и гастрономии.